# Nathaniel Chalobah
Nathaniel Nyakie Chalobah (sinh ngày 12 tháng 12 năm 1994) là một cầu thủ bóng đá chuyên nghiệp người Anh đang thi đấu cho câu lạc bộ Fulham tại Premier League. Anh có thể chơi được cả vị trí tiền vệ lẫn hậu vệ.

## Sự nghiệp câu lạc bộ

### Chelsea
Chalobah từng là thành viên của đội trẻ Fulham trước khi đến học viện đào tạo trẻ Chelsea năm 10 tuổi.

#### Mùa giải 2016–17
Trong kỳ chuyển nhượng hè 2016, Chelsea từ chối nhiều lời đề nghị mượn Chalobah từ Leicester City, Sevilla và Napoli sau khi tân huấn luyện viên Antonio Conte muốn giữ anh lại cho đội hình Chelsea trong mùa giải mới. Chalobah có trận đấu đầu tiên cho Chelsea vào ngày 20 tháng 9 năm 2016, 4 năm 8 tháng sau khi anh ký hợp đồng chuyên nghiệp với đội bóng này, khi vào sân ở phút 79 trận thắng 4–2 trước Leicester City ở vòng ba Cúp EFL 2016-17. Ngày 1 tháng 10 năm 2016, anh có trận đấu đầu tiên tại Permier League cho Chelsea khi xuất hiện ở những phút cuối chiến thắng 2–0 trước Hull City. Hai tuần sau, khi vào sân từ ghế dự bị, Chalobah đánh gót kiến tạo cho Victor Moses ấn định chiến thắng 3–0 trước Leicester City.
Kết thúc mùa giải 2016-17, Chalobah cùng với Chelsea giành chức vô địch Giải bóng đá Ngoại hạng Anh 2016-17 khi cá nhân anh thi đấu đủ số trận điều kiện nhận huy chương. Anh có tổng cộng 15 trận đấu cho Chelsea trong suốt mùa giải, trong đó có 10 trận tại Giải Ngoại hạng Anh nhưng chỉ có một lần duy nhất được ra sân ngay từ đầu.

### Watford
Ngày 13 tháng 7 năm 2017, Chalobah chính thức chuyển đến Watford theo bản hợp đồng có thời hạn năm với phí chuyển nhượng không được tiết lộ.

## Sự nghiệp quốc tế
Anh có trận đấu ra mắt đội tuyển U16 Anh khi 13 tuổi vào tháng 10 năm 2008, và U17 Anh khi 14 tuổi vào tháng 7 năm 2009. Giành chức vô địch U17 châu Âu và sau đó là mang băng đội trưởng khi mới 15 tuổi. Chalobah có trận đấu đầu tiên cho đội U19 Anh vào tháng 9 năm 2011., và trở thành đội trưởng tới ngày 8 tháng 11 năm 2012 khi được gọi lên đội U21 Anh cho trận đấu gặp Bắc Ireland. Chalobah ra mắt đội U21 vào ngày 13 tháng 11 năm 2012, vào sân thay Jordan Henderson ở phút 76.
Chalobah có thể thi đấu cho nơi anh sinh ra Sierra Leone nhưng đã tuyên bố rằng anh có một mối liên hệ vững chắc với Anh, quốc gia đã giáo dục mình.
Ngày 15 tháng 10 năm 2018, anh được ra sân lần đầu trong trận đấu với Tây Ban Nha tại UEFA Nations League 2018-19.

## Phong cách thi đấu
Chalobah được biết đến với sự linh hoạt, hiệu quả thi đấu, và sự sung sức, cả trong phòng ngự lẫn tấn công. Anh được miêu tả là "Cao lớn, cường tráng và có thể hoạt động ở hàng tiền vệ lẫn hậu vệ, nổi bật bởi những pha tắc bóng nhanh."

## Cuộc sống cá nhân
Sinh ra tại Sierra Leone, Chalobah chuyển tới Anh khi 7 tuổi và lớn lên ở Gipsy Hill thuộc Khu Lambeth của Luân Đôn. Anh chơi bóng lần đầu tiên khi 9 tuổi. Chalobah học trường tiểu học St Andrews R.C. và sau đó học Bishop Thomas Grant School ở Streatham, miền nam Luân Đôn. Người em trai Trevoh gia nhập Chelsea từ đội U9 và đã khoác áo U17 Anh.

## Thống kê sự nghiệp
Tính đến ngày 26 tháng 9 năm 2018.
| Câu lạc bộ               | Mùa giải       | Giải quốc gia  | Giải quốc gia | Giải quốc gia | Cúp quốc gia | Cúp quốc gia | League Cup | League Cup | Châu Âu | Châu Âu | Khác | Khác | Tổng | Tổng |
| Câu lạc bộ               | Mùa giải       | Hạng đấu       | Trận          | Bàn           | Trận         | Bàn          | Trận       | Bàn        | Trận    | Bàn     | Trận | Bàn  | Trận | Bàn  |
| ------------------------ | -------------- | -------------- | ------------- | ------------- | ------------ | ------------ | ---------- | ---------- | ------- | ------- | ---- | ---- | ---- | ---- |
| Watford (mượn)           | 2012–13        | Championship   | 38            | 5             | 1            | 0            | 0          | 0          | —       | —       | 3    | 0    | 42   | 5    |
| Nottingham Forest (mượn) | 2013–14        | Championship   | 12            | 2             | 0            | 0            | 0          | 0          | —       | —       | —    | —    | 12   | 2    |
| Middlesbrough (mượn)     | 2013–14        | Championship   | 19            | 1             | 0            | 0            | 0          | 0          | —       | —       | —    | —    | 19   | 1    |
| Burnley (mượn)           | 2014–15        | Premier League | 4             | 0             | 0            | 0            | 0          | 0          | —       | —       | —    | —    | 4    | 0    |
| Reading (mượn)           | 2014–15        | Championship   | 15            | 1             | 5            | 0            | 0          | 0          | —       | —       | —    | —    | 20   | 1    |
| Napoli (mượn)            | 2015–16        | Serie A        | 5             | 0             | 1            | 0            | —          | —          | 3       | 1       | —    | —    | 9    | 1    |
| Chelsea                  | 2011–12        | Premier League | 0             | 0             | 0            | 0            | 0          | 0          | 0       | 0       | —    | —    | 0    | 0    |
| Chelsea                  | 2016–17        | Premier League | 10            | 0             | 3            | 0            | 2          | 0          | —       | —       | —    | —    | 15   | 0    |
| Chelsea                  | Tổng cộng      | Tổng cộng      | 10            | 0             | 3            | 0            | 2          | 0          | 0       | 0       | 0    | 0    | 15   | 0    |
| Watford                  | 2017–18        | Premier League | 6             | 0             | 0            | 0            | 0          | 0          | —       | —       | —    | —    | 6    | 0    |
| Watford                  | 2018–19        | Premier League | 1             | 0             | 0            | 0            | 2          | 0          | —       | —       | —    | —    | 3    | 0    |
| Watford                  | Tổng cộng      | Tổng cộng      | 7             | 0             | 0            | 0            | 2          | 0          | —       | —       | —    | —    | 9    | 0    |
| Toàn sự nghiệp           | Toàn sự nghiệp | Toàn sự nghiệp | 110           | 9             | 10           | 0            | 4          | 0          | 3       | 1       | 3    | 0    | 130  | 10   |

1. ↑  Trận đấu tại vòng play-off Football League Championship
2. ↑  Trận đấu tại UEFA Europa League

### Quốc tế
Tính đến ngày 15 tháng 10 năm 2018
| Đội tuyển quốc gia | Năm       | Trận | Bàn |
| ------------------ | --------- | ---- | --- |
| Anh                | 2018      | 1    | 0   |
| Tổng cộng          | Tổng cộng | 1    | 0   |

## Danh hiệu

### Câu lạc bộ
Chelsea
- Premier League: 2016–17

### Quốc tế
U-17 Anh
- Giải bóng đá vô địch U-17 châu Âu: 2010

U-21 Anh
- Toulon Tournament: 2016

### Cá nhân
- Cầu thủ nam trẻ xuất sắc nhất năm của Anh: 2013[30]
- Cầu thủ trẻ xuất sắc nhất tháng của Football League: Tháng 5 năm 2013.[31]